# Xavi Crespo
Xavier Crespo Clará, detto Xavi (Barcellona, 7 maggio 1966), è un ex cestista spagnolo.

## Carriera
Con la Spagna ha disputato i Campionati europei del 1993.

## Palmarès

### Club

#### Competizioni nazionali
- Supercoppa spagnola: 1

Joventut de Badalona: 1986
- Copa Príncipe de Asturias: 1

Joventut de Badalona: 1987
- Campionato spagnolo: 2

Barcellona: 1988-89, 1989-90
- Copa del Rey: 3

Barcellona: 1991, 1994
Joventut de Badalona: 1997
- Liga catalana: 5

Barcellona: 1984, 1985, 1989
Joventut Badalona: 1986, 1987

#### Competizioni internazionali
- Coppa delle Coppe: 2

Barcellona: 1984-85, 1985-86
- Coppa Intercontinentale: 1

Barcellona: 1985